# Campionat dels EUA de trial
El Campionat dels EUA de trial (oficialment en anglès, North American Trials Council Championship), regulat per la North American Trials Council (NATC) i l'
American Motorcyclist Association (AMA), és la màxima competició de trial que es disputa als Estats Units.

## Llista de guanyadors
A 10 de desembre de 2024
| Temporada | Campió           | Motocicleta |
| --------- | ---------------- | ----------- |
| 1972      | Lane Leavitt     | Bultaco     |
| 1973      | Lane Leavitt     | Bultaco     |
| 1974      | Lane Leavitt     | Bultaco     |
| 1975      | Marland Whaley   | Honda       |
| 1976      | Marland Whaley   | Honda       |
| 1977      | Marland Whaley   | Honda       |
| 1978      | Bernie Schreiber | Bultaco     |
| 1979      | Marland Whaley   | Montesa     |
| 1980      | Marland Whaley   | Montesa     |
| 1981      | Curt Comer       | Montesa     |
| 1982      | Bernie Schreiber | SWM         |
| 1983      | Bernie Schreiber | SWM         |
| 1984      | Scott Head       | Montesa     |
| 1985      | Scott Head       | Beta        |
| 1986      | Scott Head       | Beta        |
| 1987      | Bernie Schreiber | Fantic      |
| 1988      | Ryan Young       | Beta        |
| 1989      | Ryan Young       | Aprilia     |
| 1990      | Ryan Young       | Beta        |
| 1991      | Ryan Young       | Beta        |
| 1992      | Ryan Young       | Beta        |
| 1993      | Ryan Young       | Gas Gas     |
| 1994      | Geoff Aaron      | Beta        |
| 1995      | Geoff Aaron      | Beta        |
| 1996      | Geoff Aaron      | Beta        |
| 1997      | Geoff Aaron      | Beta        |
| 1998      | Geoff Aaron      | Beta        |
| 1999      | Tommi Ahvala     | Gas Gas     |
| 2000      | Geoff Aaron      | Gas Gas     |
| 2001      | Frederic Crosset | Gas Gas     |
| 2002      | Frederic Crosset | Gas Gas     |
| 2003      | Geoff Aaron      | Gas Gas     |
| 2004      | Geoff Aaron      | Gas Gas     |
| 2005      | Geoff Aaron      | Gas Gas     |
| 2006      | Geoff Aaron      | Gas Gas     |
| 2007      | Patrick Smage    | Sherco      |
| 2008      | Patrick Smage    | Sherco      |
| 2009      | Patrick Smage    | Sherco      |
| 2010      | Cody Webb        | Gas Gas     |
| 2011      | Patrick Smage    | Sherco      |
| 2012      | Patrick Smage    | Sherco      |
| 2013      | Patrick Smage    | Sherco      |
| 2014      | Patrick Smage    | Sherco      |
| 2015      | Patrick Smage    | Sherco      |
| 2016      | Marc Freixa      | Montesa     |
| 2017      | Patrick Smage    | Sherco      |
| 2018      | Patrick Smage    | Sherco      |
| 2019      | Patrick Smage    | Sherco      |
| 2020      | No disputat      | No disputat |
| 2021      | Patrick Smage    | Sherco      |
| 2022      | Patrick Smage    | Sherco      |
| 2023      | Patrick Smage    | Sherco      |
| 2024      | Toby Martin      | Montesa     |

## Estadístiques

### Campions amb més de 3 títols
A 10 de desembre de 2024
| Pilot            | Títols |
| ---------------- | ------ |
| Patrick Smage    | 14     |
| Geoff Aaron      | 10     |
| Ryan Young       | 6      |
| Marland Whaley   | 5      |
| Bernie Schreiber | 4      |